# HD 645
HD 645，又名BD-13 13，SAO 147127、HR 31，是一颗恒星，视星等为5.85，位于銀經87.69，銀緯-72.6，其B1900.0坐标为赤經0h 5m 35.5s，赤緯-13° -72.6′ 7″。